# Koszykówka 3×3 na Igrzyskach Azjatyckich 2018
Koszykówka 3×3 na Igrzyskach Azjatyckich 2018 – jedna z dyscyplin rozgrywana podczas igrzysk azjatyckich w Dżakarcie i Palembangu. Zawody odbyły w dniach 21 – 26 sierpnia w Gelora Bung Karno Sports Complex w stolicy Indonezji. Do rywalizacji w dwóch konkurencjach przystąpiło 193 zawodników z 23 państw.

## Uczestnicy
W zawodach wzięło udział 193 zawodników z 23 państw.
| Reprezentacja    | Liczba zawodników |
| ---------------- | ----------------- |
| Bangladesz       | 9                 |
| Chiny            | 9                 |
| Chińskie Tajpej  | 8                 |
| Hongkong         | 1                 |
| Indie            | 8                 |
| Indonezja        | 9                 |
| Irak             | 4                 |
| Iran             | 11                |
| Japonia          | 10                |
| Jordania         | 7                 |
| Katar            | 8                 |
| Kazachstan       | 9                 |
| Kirgistan        | 5                 |
| Korea Południowa | 8                 |
| Malezja          | 10                |
| Mongolia         | 16                |
| Nepal            | 9                 |
| Palestyna        | 4                 |
| Sri Lanka        | 12                |
| Syria            | 10                |
| Tajlandia        | 9                 |
| Turkmenistan     | 5                 |
| Wietnam          | 12                |
| 23 reprezentacji | 193               |

## Medaliści
| Konkurencja      | Złoto                                                                | Srebro                                                                         | Brąz                                                                                        |       |
| ---------------- | -------------------------------------------------------------------- | ------------------------------------------------------------------------------ | ------------------------------------------------------------------------------------------- | ----- |
| Turniej mężczyzn | Chiny · Chen Gong · Huang Wenwei · Xiao Hailiang · Zeng Bingqiang    | Korea Południowa · An Young-jun · Kim Nak-hyeon · Park In-tae · Yang Hong-seok | Iran · Ali Allahverdi · Amirhossein Azari · Navid Khajehzadeh · Mohammad Yousof Vand        | [ 3 ] |
| Turniej kobiet   | Chiny · Dilina Dilixiati · Jiang Jiayin · Li Yingyun · Zhang Zhiting | Japonia · Norika Konno · Stephanie Mawuli · Kiho Miyashita · Ririka Okuyama    | Tajlandia · Rujiwan Bunsinprom · Warunee Kitraksa · Thunchanok Lumdabpang · Amphawa Thuamon | [ 4 ] |

## Tabela medalowa
| Pozycja | Reprezentacja    | Złoto | Srebro | Brąz | Razem |
| ------- | ---------------- | ----- | ------ | ---- | ----- |
| 1.      | Chiny            | 2     | 0      | 0    | 2     |
| 2.      | Japonia          | 0     | 1      | 0    | 1     |
| 2.      | Korea Południowa | 0     | 1      | 0    | 1     |
| 4.      | Iran             | 0     | 0      | 1    | 1     |
| 4.      | Tajlandia        | 0     | 0      | 1    | 1     |
| Razem   | Razem            | 2     | 2      | 2    | 6     |